# ジョン・ヴィッカーズ
ジョン・ヴィッカーズ（Jon Vickers, 1926年10月29日 - 2015年7月10日）は、カナダのテノール歌手である。本名はジョナサン・スチュアート・ヴィッカーズ（Jonathan Stewart Vickers）。ヴィッカースと表記されることもある。

## 略歴
1926年にカナダのサスカチュワン州プリンス・アルバートに生まれる。幼少時には聖歌隊で歌い、その後商店などで働きながら声楽をメリー・モリソンに学び、1950年に奨学金を得て、トロント・ロイヤル音楽院に進学し、ジョージ・ランバートに師事。その翌年の1951年からトロントを中心に演奏活動を行った。
初めはオラトリオの歌手として活動していたが、1952年にカナダ放送協会のコンクールで第1位となり、1954年にはカナダ・オペラ・カンパニーでジョルジュ・ビゼーの『カルメン』のドン・ホセを歌ってオペラ歌手としてデビューを果たす。デビュー後はヨーロッパで活動するようになり、1956年ストラトフォード音楽祭でベンジャミン・ブリテンの『ルクレティアの陵辱』に出演し、1957年には、コヴェント・ガーデン・ロイヤル・オペラでジュゼッペ・ヴェルディの『仮面舞踏会』のリッカルドを歌って成功を収め、1958年にはバイロイト音楽祭にも出演し、『ワルキューレ』のジークムントを歌った。また同年にはダラスで、ソプラノのマリア・カラスとルイジ・ケルビーニの『メデア』を歌っている。
1959年からはウィーン国立歌劇場、1960年にメトロポリタン歌劇場にも招かれるようになり、ヘルデン・テノールとして名声を博した。1961年にルートヴィヒ・ヴァン・ベートーヴェンの『フィデリオ』のフロレスタンを歌った他、1966年以来ザルツブルク復活祭音楽祭にも出演し、リヒャルト・ワーグナーの『トリスタンとイゾルデ』のトリスタン、『ワルキューレ』のジークムント、ヴェルディの『オテロ』のオテロなどを歌った。1967年にはブリテンの『ピーター・グライムズ』の主人公を歌い、以降ロンドンでたびたび同役を歌っている。
1979年にコヴェント・ガーデン・ロイヤル・オペラ日本公演で初来日し、当たり役のピーター・グライムズを歌って絶賛を受ける。
1968年にカナダ勲章を受章し、1969年にはカナダ政府から「サー」の称号を授与される。
私生活では、1953年に結婚し、5人の子供がいる。

## 伝記
- Jon Vickers: A Hero’s Life by Jeannie Williams, Northeastern University Press, 1999. ISBN 1-55553-408-2

## 註
1. ↑  Anthony Tommasini (2015年7月12日). “Jon Vickers, Opera Star Known for His Raw Power and Intensity, Dies at 88”. The New York Times